# Mariana Rondón

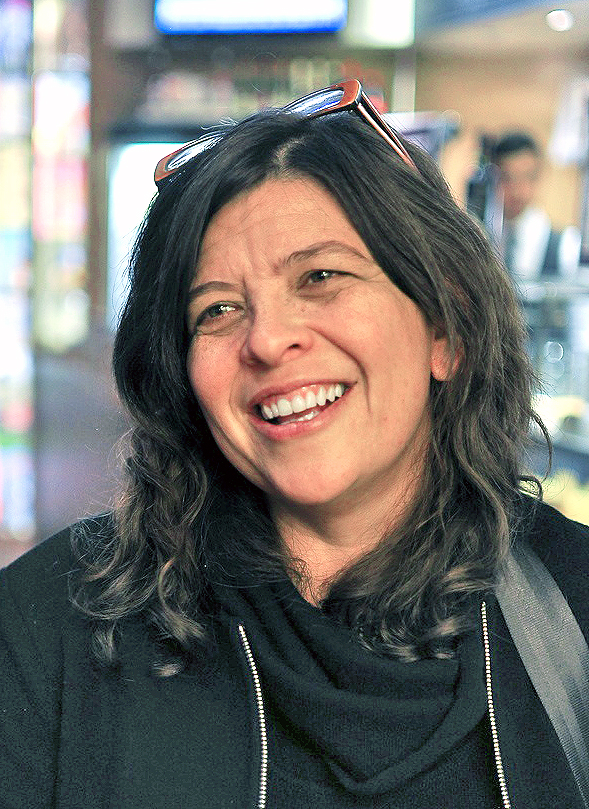
Mariana Rondón (2014)

Mariana Rondón (* 1966 in Caracas, Venezuela) ist eine venezolanische Filmregisseurin.
Sie studierte Animation in Paris. 1986 ging sie an die Internationale Hochschule für Film und Fernsehen in Kuba. In Kuba drehte sie den Kurzfilm Algo caía en el silencio (1989). 1990 gründete sie gemeinsam mit anderen lateinamerikanischen Filmschaffenden die Produktionsfirma Sudaca Films, für die sie in der Folgezeit einige Kurzfilme realisierte, darunter Cáscaras (1992) und Calle 22 (1993).
Ihr erster Spielfilm war das 1999 erschienene Drama A la media noche y media, das als peruanisch-venezolanische Koproduktion in Zusammenarbeit mit Marité Ugás entstand. Der Film wurde auf über 30 internationalen Filmfestivals gezeigt. 2007 schließlich folgte der Spielfilm Postales de Leningrado, der ihr die „Goldene Sonne“ auf dem Festival de Biarritz Amérique Latine einbrachte und der als venezolanischer Kandidat auf eine Nominierung als „bester fremdsprachiger Film“ bei der Oscarverleihung 2008 ins Rennen geht. In dem Film geht es um Kinder, die während der Guerillas im Venezuela der 1960er Jahre aufwachsen.
Ihr Film Pelo malo erhielt 2013 die Goldene Muschel, den Hauptpreis des Festival Internacional de Cine de Donostia-San Sebastián. Beim Filmfest München 2025 wurde ihr Film Zafari im Wettbewerb Cinerebels nominiert.

## Filmografie
- 1989: Algo caía en el silencio (Kurzfilm)
- 1999: A la media noche y media
- 2020: Contactado (Drehbuch)
- 2023: Boca Chica (Drehbuch)
- 2024: Zafari (Regie)